# N26 (Burkina Faso)
Die N26 ist mit etwa 20 Kilometern Länge die kürzeste der als Route nationale bezeichneten Fernstraßen in Burkina Faso. Sie zweigt südlich von Sanga von der N17 ab und verläuft in südwestlicher Richtung zum Grenzort Cinkansé. Dort trifft sie auf die N16 mit dem Grenzübergang nach Togo.